# Spodnji Leskovec
Spodnji Leskovec – wieś w Słowenii, w gminie Videm. W 2018 roku liczyła 106 mieszkańców.